# Assassinat a l'Alta Provença
Assassinat a l'Alta Provença (títol original en francès, La Mort est dans le pré) és un telefilm francès dirigit per Olivier Langlois amb un guió de Claude-Michel Rome i Frédéric Paulin. Es va emetre per primera vegada a França el 19 d'octubre de 2021 a France 3. S'ha doblat i subtitulat al català.
Aquesta ficció policial, inspirada en la novel·la de Frédéric Paulin La Peste soit des mangeurs de viande publicada per La Manufacture de Livres el 2017, és una coproducció de Productions Franco American, Grand Large Productions i France Télévisions, amb la participació de Radio télévision suisse (RTS).
El rodatge va tenir lloc durant l'hivern 2020-2021 a Forcalquer, Marsella i Cassís.

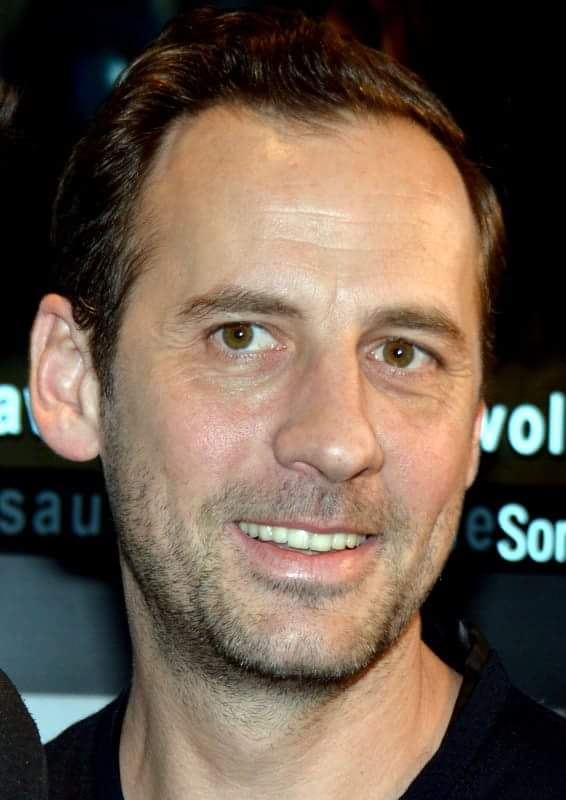
Fred Testot.